# KW-Serie
Die KW-Serie ist eine Reihe schwerer sowjetischer Panzer, die von 1939 bis 1943 gebaut wurde. Die Typbezeichnung KW steht für Kliment Woroschilow, den damaligen Volkskommissar für Verteidigung; die Panzer wurden vom Sonderkonstruktionsbüro Nr. 2 im Leningrader Kirowwerk entwickelt und hergestellt. Die KW-Serie umfasste verschiedene Versuchsmuster und Prototypen, von denen die Modelle KW-1 und KW-2 in Serie gefertigt wurden. Während des Zweiten Weltkrieges wurden Panzer der KW-Serie auch im Tscheljabinsker Traktorenwerk hergestellt.

## Geschichte
In der Zeit zwischen dem Russischen Bürgerkrieg und dem Beginn des Zweiten Weltkrieges entstanden in der Sowjetunion eine ganze Reihe von Panzern unterschiedlicher Gewichtsklassen. Die sowjetischen Konstrukteure orientierten sich an den damaligen Trends des internationalen Panzerbaus und versuchten, den technischen Rückstand der sowjetischen Industrie aufzuholen. Zu diesem Zweck wurden verschiedene Panzerkonstruktionen im Ausland angekauft, in Lizenz gebaut und weiterentwickelt. Schwere sowjetische Panzer dieser Periode wie der T-35 verfügten wie ihre westlichen Gegenstücke gemäß der damaligen Doktrin über mehrere Panzertürme. Die genietete Panzerung hatte senkrechte Flächen, und zur Bedienung waren bis zu 13 Besatzungsmitglieder erforderlich. Diese Panzer bewährten sich im Kampfeinsatz nicht, da sie zu schwerfällig waren.
Die letzten beiden Vertreter der Multiturmpanzer waren die zweitürmigen Prototypen SMK und T-100, die im Winterfeldzug 1939 gegen Finnland eingesetzt wurden. Im Kampfeinsatz zeigte sich, dass Multiturmpanzer schwierig zu führen waren und ihre Waffen nicht effektiv einsetzen konnten.
Auf der technischen Basis des fortschrittlichen SMK des Kirowwerkes mit sieben Mann Besatzung wurde daher ein etwas kürzerer und leichterer Ein-Turm-Panzer mit fünf Mann Besatzung konstruiert: der KW-1.

## Serienmodelle

### KW-1
Der KW-1 war der erste in Serie produzierte schwere Panzer der KW-Serie und die Basis für alle weiteren KW-Modelle. Im Gegensatz zu seinem Vorgänger SMK wurde hier erstmals der W-2-Dieselmotor mit 500 PS Leistung, der auch den T-34 antrieb, eingesetzt. Vom KW-1 wurden insgesamt 4800 Stück hergestellt. Alle KW-1 hatten eine 76,2-mm-Kanone als Hauptwaffe; der 1939er Prototyp die L-11 des SMK, die Serienmuster bis 1941 die F-32 und danach wurde die SiS-5 verbaut.

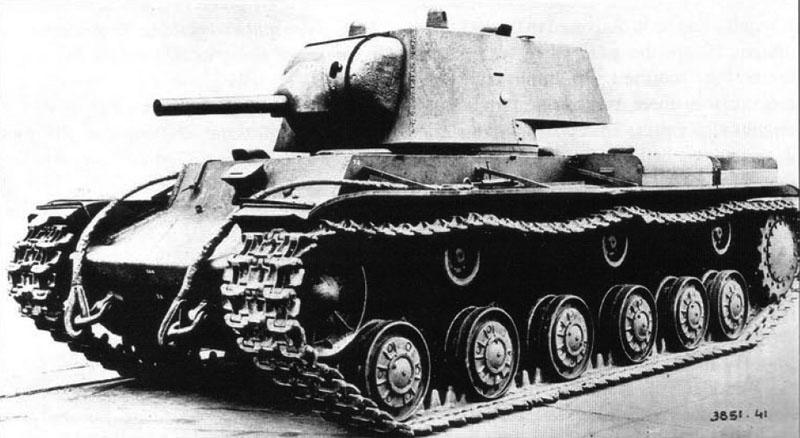
KW-1, M1939
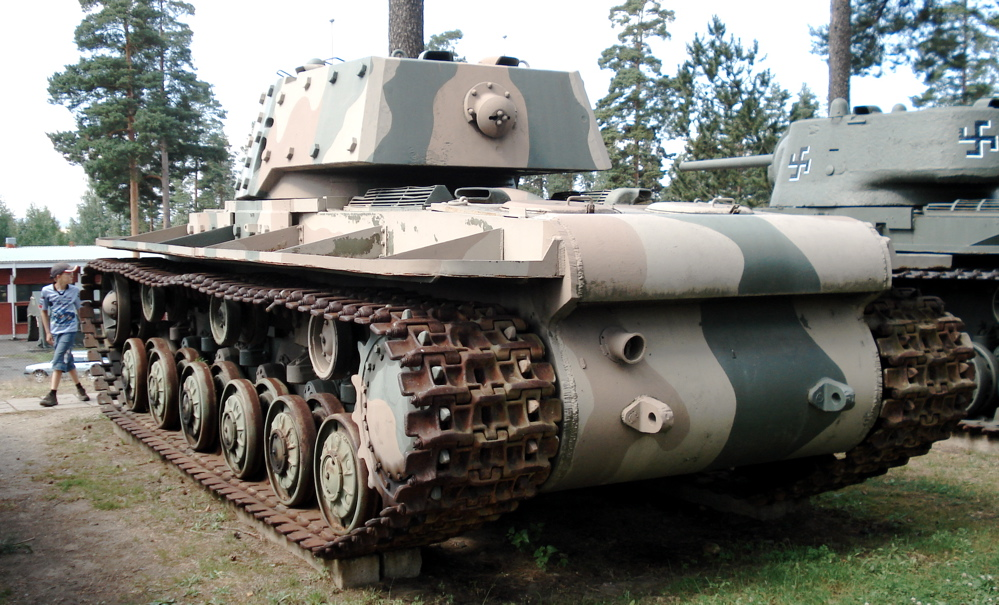
KW-1, M1941
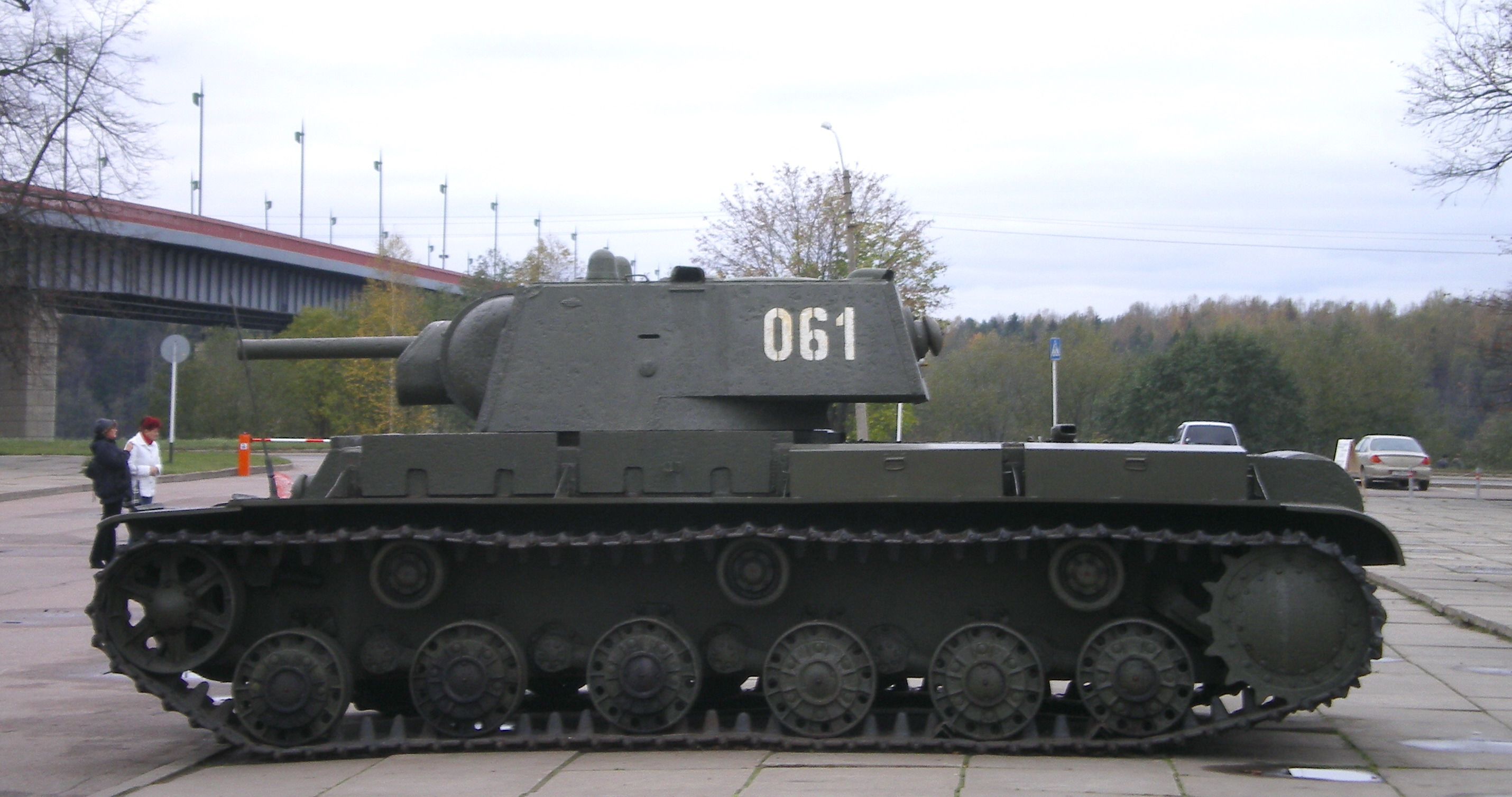
KW-1, M1941 mit der F-32-Kanone

### KW-2

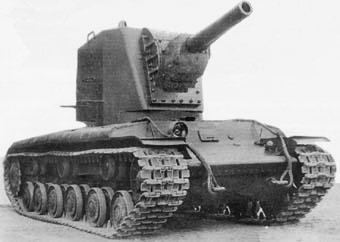
KW-2

Der KW-2 war eine mit der 152-mm-Haubitze Modell M10 bewaffnete Variante des KW-1 aus dem Jahre 1940. Wanne und Fahrwerk waren identisch, der im Finnlandkrieg eingesetzte Prototyp hatte ebenso wie der des KW-1 in Gegensatz zum Serienmuster kein Bug-MG. Um die 152-mm-Haubitze einbauen zu können, wurde ein neuer Turm konstruiert. Der KW-2 wog 52 Tonnen; es wurden etwa 300 Stück hergestellt.

### KW-1E
Der KW-1E war eine Version vom Frühjahr 1941 mit zusätzlich angebrachten 35-mm-Panzerplatten.

### KW-1S

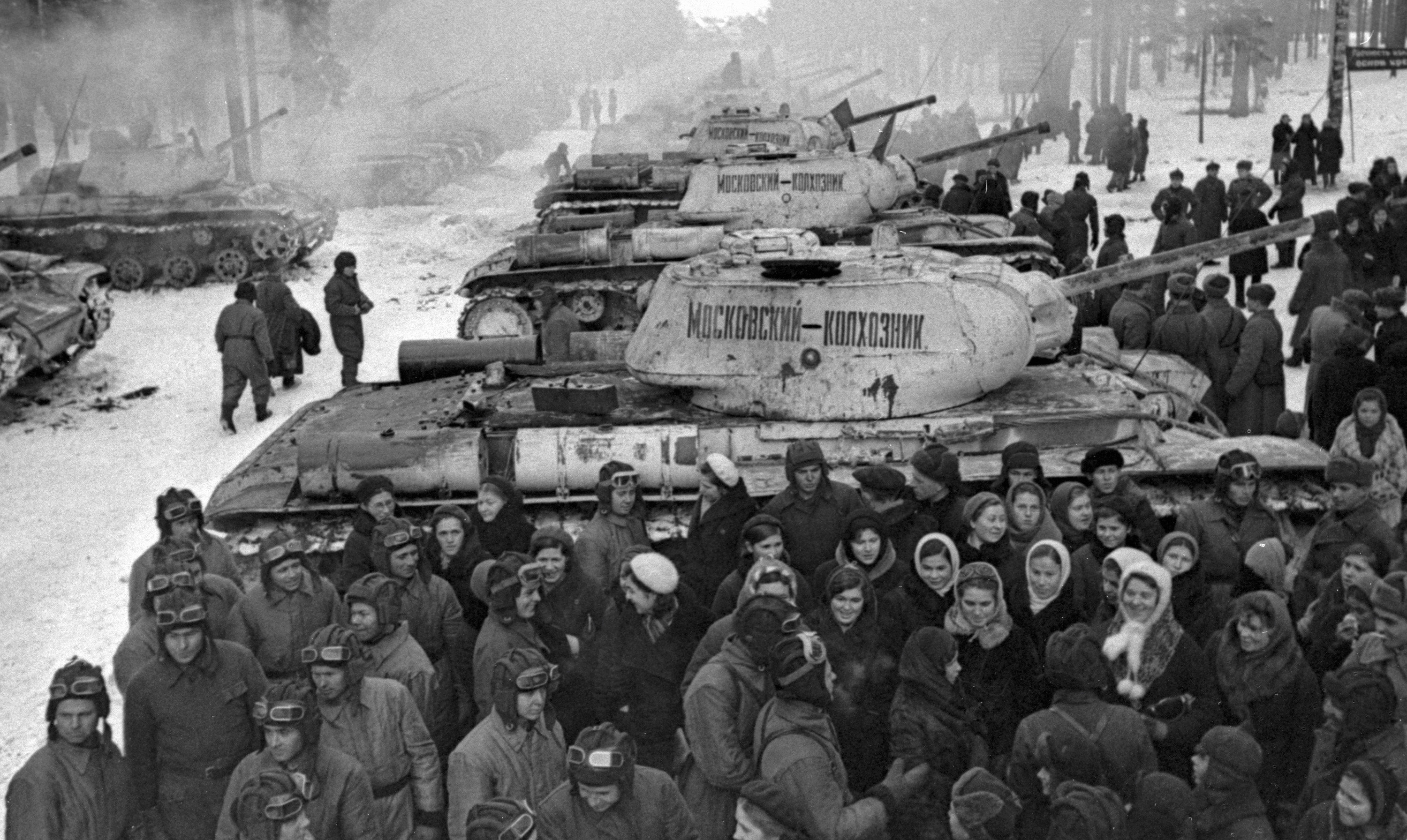
„Moskowski Kolchosnik“ – Moskauer Kolchosbauer: KW-1S, die aus Spenden sowjetischer Bauern erbaut wurden, werden an die Rote Armee übergeben.

Der KW-1S war ein kampfwertgesteigerter KW-1, entwickelt und hergestellt im Tscheljabinsker Traktorenwerk. Er wog 42,5 Tonnen und wurde von 1942 bis 1943 in einer Serie von 1230 Stück hergestellt. Die Panzerstärke der Wanne wurde gegenüber dem KW-1 verringert und er erhielt einen kleineren Gussturm. Der KW-1S wurde von einem W-2K mit 600 PS angetrieben. Er war mit der 76,2-mm-Kanone SiS-5 bewaffnet und mit einer Kommandantenkuppel ausgestattet. Er war wendiger und schneller als der KW-1.

#### KW-8 / KW-8S
Der KW-8 war die Flammenwerfervariante des KW-1. Vier Mann Besatzung, Gefechtsmasse 47 Tonnen, entwickelt im KB-2 Leningrad, hergestellt in Tscheljabinsk. Die Entwicklung begann 1941, er ging 1942 in Serie und war mit einer 45-mm-Kanone M1938 und dem Flammenwerfer ATO-41 bewaffnet. Der Flammenwerfer verfügte über 670, später bis zu 960 Liter Brandmittel.
Die auf der Basis des KW-1S ab 1943 produzierte Ausführung trug die Bezeichnung KW-8S. Das koaxiale Turm-MG entfiel, im Laufe der Produktion wurde der ATO-41 durch den verbesserten ATO-42 ersetzt, dessen Brandmittelvorrat zunächst 600 und später 800 Liter betrug. Der KW-8S war 5 Tonnen leichter als der KW-8.

#### KW-14
Ursprüngliche Bezeichnung der Selbstfahrlafette SU-152 auf der Basis des KW-1S.

### KW-85

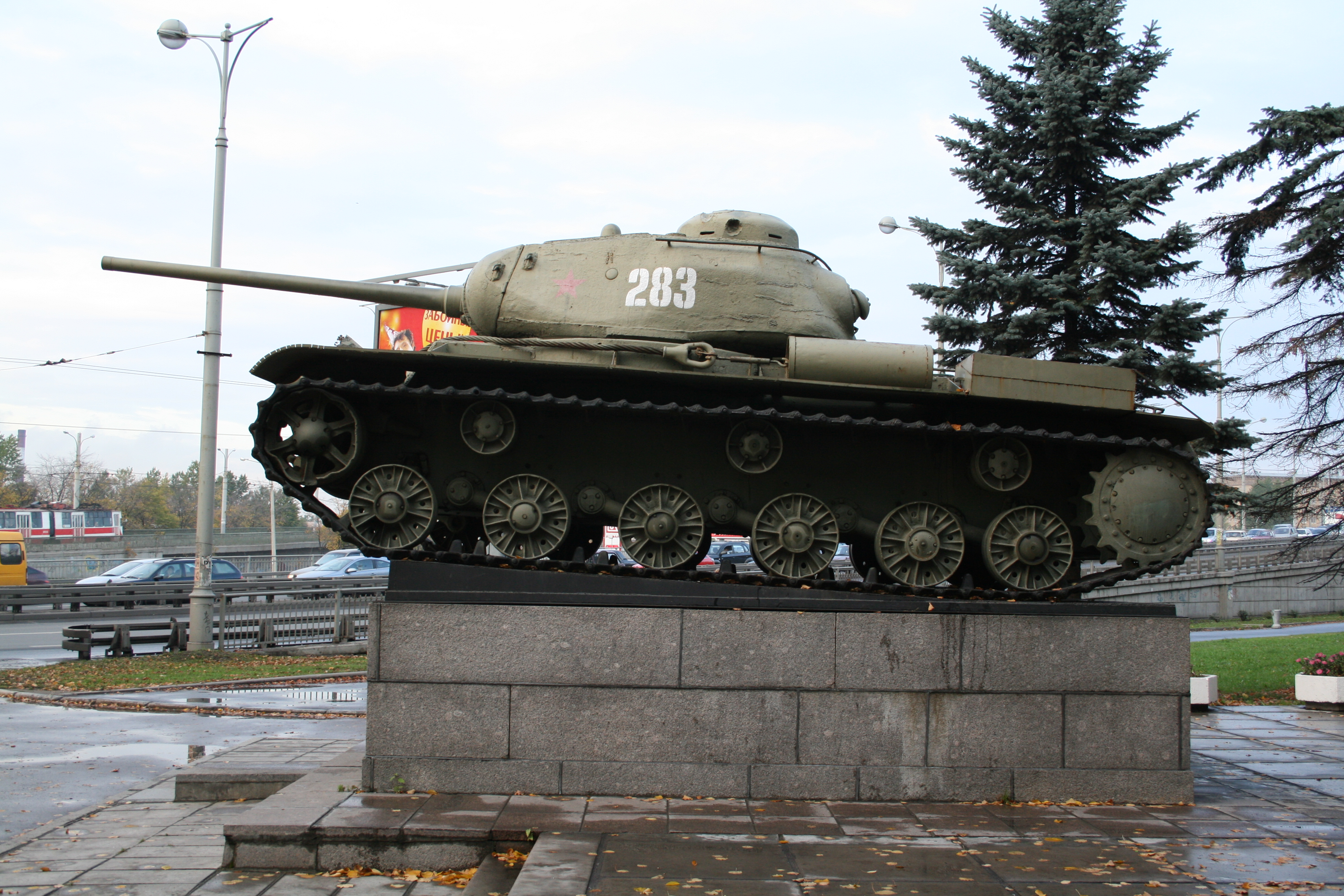
KW-85

1943er Übergangsmodell zum IS-1, entwickelt und hergestellt im Tscheljabinsker Traktorenwerk. Der KW-85 bestand aus Wanne und Fahrwerk des KW-1S und dem gegossenen Turm des künftigen IS-1 mit der 85-mm-Kanone D-5T. Gefechtsmasse 46 Tonnen. Das Bug-MG wurde wie beim T-34 auf die rechte Wannenseite verlegt. Die Besatzung konnte um einen Mann auf vier Mitglieder reduziert werden, es wurden 130 Panzer KW-85 produziert. Als Antrieb diente der W-2K mit 600 PS.

## Prototypen

### KW-220
Prototyp von 1941 (Objekt 220). Der KW-220 war ein Entwurf mit einem neuen Laufwerk mit sieben Lauf- und vier Stützrollen. Er wog 63 Tonnen. Er wurde von einem Diesel W-2KF mit 850 PS Leistung angetrieben. Als Hauptwaffe war eine 76,2-mm-Kanone F-30 vorgesehen, die Besatzung hätte aus sechs Mann bestanden. Die Frontpanzerung war an Turm und Wanne 100 mm stark. Aufgrund der hohen Masse wurde er nicht in Serie gefertigt.

### KW-3
Prototyp von 1941 (Objekt 222). Der KW-3 war ein kampfwertgesteigerter KW-1. Er wog 51 Tonnen und wurde nicht in Serie hergestellt. Die Panzerstärke wurde gegenüber dem KW-1 erhöht, was zur Gewichtszunahme und Einschränkung der Beweglichkeit führte. Der KW-3 wurde von einem weiterentwickelten W-2-Diesel mit der Bezeichnung W-5 und einer Leistung von 700 PS angetrieben. Er war mit der 76,2-mm-Kanone des KW-1 bewaffnet und mit einer Kommandantenkuppel ausgestattet.

### KW-4
Als KW-4 wurden verschiedene Prototypen von 1941 bezeichnet (Objekt 224). Als Antrieb diente ein Benzinmotor M-40 mit 1200 PS Leistung. Es gab verschiedene Bewaffnungsvarianten, teilweise mit zusätzlichem Flammenwerfer:
1. 107-mm-Kanone in Turmlafettierung, der Turm war im Heck montiert, Zusatzturm auf dem Hauptturm mit der 45-mm-Kanone / später 76,2-mm-Kanone; Motor im Frontteil der Wanne
2. 76,2-mm-Kanone L-11 im Turm, Turm mittig, 107-mm-Kanone in Kasemattlafettierung
3. Turm ähnlich dem des Panther, 107-mm- und 45-mm-Kanone in koaxialer Anordnung; Motor im Frontteil der Wanne zwischen Turm und dem vorn links sitzenden Fahrer angeordnet, ein MG DT in der Heckpanzerung des Turmes, eines in der Kommandantenkuppel angeordnet, ein Bug-MG DT
4. kurze 107-mm-Kanone, Kugelsegment-Zusatzturm mit der 45-mm-Kanone auf dem Hauptturm; Motor im Heckteil der Wanne

Das Laufwerk hatte acht Laufrollen, die geplante Gefechtsmasse war mit bis zu 90 Tonnen, die Panzerung mit bis zu 130 mm angegeben.

### KW-5
Der KW-5 (Objekt 225) war ein Projekt für einen superschweren Panzer mit 100 Tonnen Gewicht, einer Panzerung bis zu 180 mm und einer 107-mm-Kanone.

### KW-7
Der KW-7 war eine Variante als Sturmgeschütz, also ohne Turm. Ein Prototyp besaß eine 76-mm-Kanone und zwei 45-mm-Kanonen. Ein anderer Prototyp hatte zwei 76-mm-Kanonen. Bei einer Vorführung am 29. Dezember 1941 vor Josef Stalin lehnte dieser das Konzept ab, worauf es eingestellt wurde.

### KW-9
Der KW-9 war ein Prototyp von 1942 auf der Basis des KW-1. Er hatte einen Gussturm mit einer 122-mm-Haubitze U-11, einer Panzerversion der M-30, und wog 47 Tonnen. Aufgrund der großen Munition verringerte sich stark die Feuerrate und der Munitionsvorrat sank auf 48 Schuss. Die Haubitze war als Universalwaffe gedacht, mit der man sowohl Panzer bekämpfen als auch Feuerunterstützung geben konnte. Dieses Konzept wurde jedoch von der Panzertruppe abgelehnt. Die Wannenstirn war mit einer 60-mm-Zusatzpanzerung verstärkt worden. Als Antrieb diente der W-2K mit 600 PS.

### KW-1K
Der KW-1K war mit zwei Startboxen für Raketen des Typs RS-82 ausgerüstet. Da sie aber zu ungenau waren, wurde die Idee aufgegeben.